# سليبين جيمي
من الأفضل الاتصال بسول يقدم: سليبين جيمي (بالإنجليزية: Better Call Saul Presents: Slippin' Jimmy)‏، والمعروف أكثر باسم سليبين جيمي (بالإنجليزية: Slippin 'Jimmy)‏، هي سلسلة رسوم متحركة أمريكية على شبكة الإنترنت، وهي منبثقة عن من الأفضل الاتصال بسول (والذي هو بنفسه مشتق من اختلال ضال). يتبع المسلسل مغامرات الشاب جيمي ماكغيل في سيسيرو مع صديقه المقرب ماركو باسترناك. تم تعيين إصدار العرض على إيه إم سي + بالتزامن مع إصدار الحلقة الأخيرة من النصف الأول من الموسم السادس لمسلسل من الأفضل الاتصال بسول. عند إطلاقه، تم انتقاد العرض عالميًا من قبل كل من النقاد والجماهير بسبب كتابته الضعيفة والرسوم المتحركة، ولغته المختلفة تمامًا عن بقية الفرنشايز.

## وصلات خارجية
- سليبين جيمي  في قاعدة بيانات الأفلام على الإنترنت (بالإنجليزية) (بالإنجليزية)